# Макдональдизация
Макдональдизация — социологическое понятие для описания приобретения обществом характеристик ресторана фаст-фуда, впервые использованное американским социологом Джорджем Ритцером в своей книге «Макдональдизация общества». Согласно Ритцеру, макдональдизация представляет собой процесс, «благодаря основным принципам которого этот ресторан фаст-фуда добивается все большего доминирования в самых разных сферах жизни американского общества и остального мира». При этом под процессом «макдональдизации» понимается не просто процесс распространения ресторанов быстрого питания сети «Макдональдс» по всему миру, но прежде всего превращение тех функциональных принципов, на которых основывается ресторанный бизнес этой сети, в базисные принципы организации современной социальной жизни, способствующие её дальнейшей рационализации.

## Влияние
В своем исследовании Ритцер во многом ссылается на теорию «формальной» рациональности Макса Вебера. Еще в начале XX века Вебер предсказал такое общество, люди в котором заперты в рациональных структурах, где можно передвигаться только от одной рациональной системы к другой — от рационализированных образовательных учреждений к рационализированным рабочим местам, с рационализированных сфер досуга в рационализированные дома. Общество становится неразрывной сетью рационализированных структур, из которых нельзя вырваться, каждый аспект человеческого действия — предмет расчета, измерения и контроля.
Ритцер развивает идеи Макса Вебера, трансформируя их под реалии современного мира.

## Принципы макдональдизации
Ритцер выделяет четыре элемента формальной рациональности, лежащие в основе процесса макдональдизации:
- Эффективность. Этот принцип связан с резким ускорением ритма жизни. Для него характерны производство «точно в срок», ускоренное обслуживание, упорядоченные операции, жесткое расписание. Каждый аспект организации ориентирован на минимизацию времени.
- Предсказуемость. С точки зрения потребителя, предсказуемость приносит спокойствие в повседневные дела. В рационализированном обществе люди предпочитают знать, что ждет их в любом месте и в любое время.
- Упор на количественные показатели (калькулируемость). Количество облегчает оценку эффективности, то есть, именно те операции, которые можно выполнить за наименьшее время, как правило, считаются наиболее эффективными. В том, что касается процессов, акцент ставится на скорости, а по отношению к результатам на первый план выходит количество произведенной продукции и её размеры. В сознании современного общества заложено представление «больше = лучше». Это основной постулат эпохи потребления. Повсюду можно увидеть множество предложений типа «купи и получи скидку на следующую покупку», « купи два по цене одного».
- Контроль. Достигается за счет замены связанных с человеком технологий унифицированными технологиями, не требующими участия людей. Эти технологии шаг за шагом сводят человеческое поведение к последовательным автоматизированным операциям. На предприятиях, организованных по принципу макдональдизации, роль персонала заключается всего лишь в точном выполнении инструкций.

## Примеры макдональдизации

### Холокост
Польско-английский социолог Зигмунт Бауман утверждает, что воплощением самых жутких страхов Вебера перед процессами рационализации и бюрократизации был нацистский Холокост. Продолжая мысль Баумана Ритцер пишет, что Холокост можно рассматривать как пример современной социальной инженерии, целью которого было совершенное рациональное общество (без евреев, цыган, гомосексуалов и инвалидов). У Холокоста налицо все базовые характеристики рационализации (и макдональдизации):
- эффективный механизм по уничтожению людей — массовые расстрелы, использование газовых камер, заключённые в роли работников лагеря
- акцент на количество — убийство максимально возможного числа людей за минимальное время
- предсказуемость и убийства со всеми свойствами конвейерного производства
- контроль и подчинение гигантской нечеловеческой технологии

### Научное управление
Научное управление Фредерика Тейлора (конец XIX в.) включает в себя ряд принципов, призванных рационализировать трудовой процесс. Основные из них:
1. Разработка оптимальных методов выполнения работы на базе научного изучения затрат времени, движений, усилий.
2. Абсолютное следование разработанным стандартам.
3. Подбор, обучение и расстановка рабочих на те рабочие места и задания, где они могут дать наибольшую пользу.
4. Оплата по результатам труда: меньше результаты — меньше оплата; больше результаты — больше оплата.
5. Использование функциональных менеджеров, осуществляющих контроль по специализированным направлениям.

### Фордизм
Название происходит от имени Генри Форда (1863—1947), который впервые стал использовать промышленный конвейер для поточного производства автомобилей. При этом был разработан ряд принципов, до сих пор являющихся моделью эффективности:
1. Число операций работника сокращено до минимума
2. Части, необходимые для сборки, должны проделывать минимальный путь
3. Использование механического труда
4. Сложные наборы движений устраняются, и рабочие, насколько это возможно, делают одну операцию одним движением.

### Торговые центры
Универсальные магазины — явно более эффективное место для покупок, чем несколько специализированных, разбросанных по городу или пригородам. Собрание магазинов привлекает больше людей. В современных торгово-развлекательных центрах располагаются не только магазины, но и кинотеатры, казино, рестораны, аттракционы, банки, салоны красоты и многое другое.
Рационализированы многие сферы общественной жизни, такие как образование, здравоохранение, общение посредством интернета, досуг, политика и др.

## Преимущества и недостатки процесса макдональдизации общества
К числу преимуществ, обусловленных макдональдизацией, Ритцер относит следующие моменты:
- Увеличение доступности широкого ассортимента товаров и услуг для самых разных слоев населения;
- Снижение зависимости доступности товаров и услуг от времени и географического положения, обусловленная распространением практики покупок по телефону или в сети Интернет;
- Люди получают возможность получить желаемое быстрее, дешевле и более удобным образом, чем прежде;
- Благодаря макдональдизации улучшилось качество многих товаров и услуг, а также ареал их распространения;
- Привычная среда потребления, создаваемая рациональными системами, создает у людей, живущих в быстро меняющемся мире, чувство безопасности и комфорта и т. д.

Негативные последствия процесса макдональдизации Ритцер характеризует как «иррациональность рационального» и связывает её прежде всего с тем, что последовательное следование функциональным принципам макдональдизации приводит к результатам, обратным ожидаемым: неэффективности, непредсказуемости, непросчитываемости, утрате контроля и, что самое главное — к дегуманизации человеческого труда. «Рациональные системы, — подчеркивает Ритцер, — неизбежно порождают иррациональность.
Оборотную сторону макдональдизации следует систематически рассматривать именно с точки зрения иррациональности рационального; парадоксальным образом, иррациональность можно считать пятым фактором макдональдизации».